# Resolución espectral

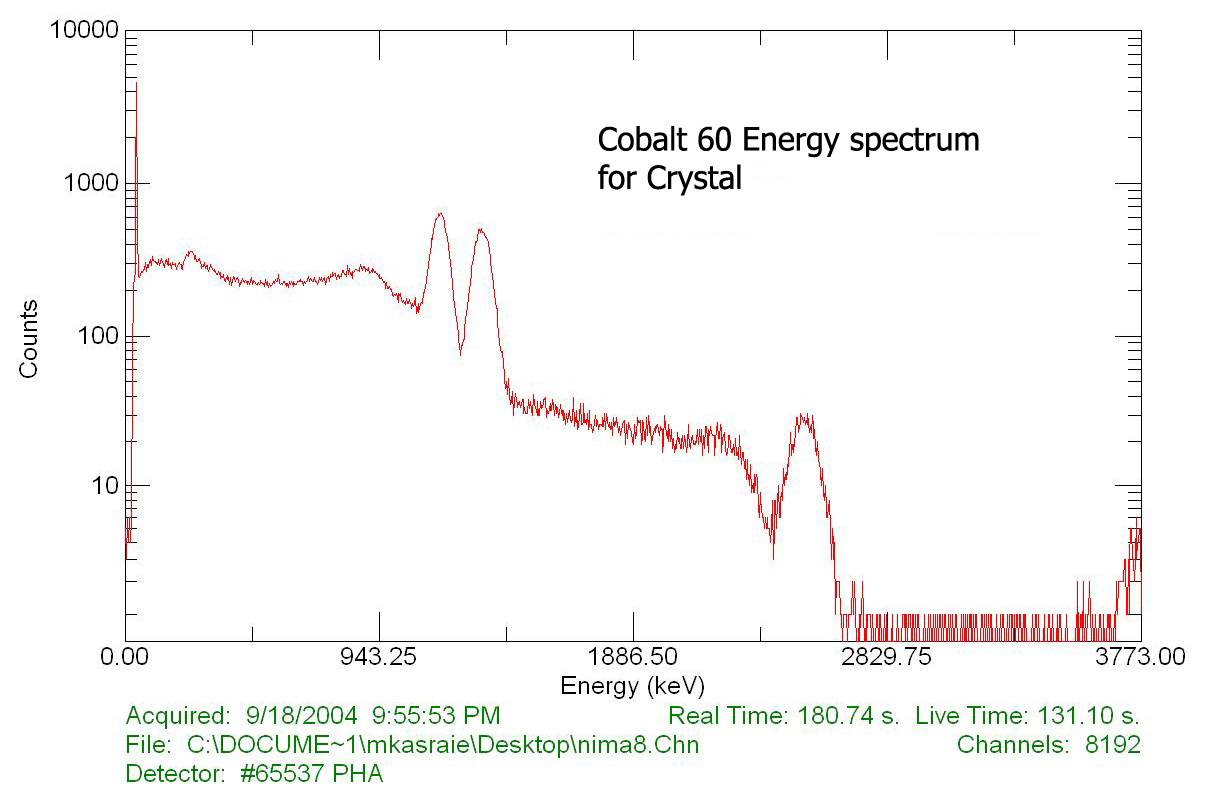
Resolución espectral del Cobalto-60

La resolución espectral de un espectrógrafo, o, más en general, de un espectro de frecuencia, es una medida de su capacidad para resolver características en el espectro electromagnético. Generalmente se denota por {\displaystyle \Delta \lambda } y está estrechamente relacionado con el poder de resolución del espectrógrafo, definido como 
{\displaystyle R={\lambda  \over \Delta \lambda }} , 
dónde {\displaystyle \Delta \lambda } es la diferencia más pequeña en longitudes de onda que se puede distinguir en una longitud de onda de {\displaystyle \lambda }. Por ejemplo, el Space Telescope Imaging Spectrograph (STIS) puede distinguir características separadas 0,17 nm a una longitud de onda de 1000 nm, dándole una resolución de 0.17 nm y un poder de resolución de aproximadamente 5.900. Un ejemplo de un espectrógrafo de alta resolución es el espectrógrafo criogénico de alta resolución IR Echelle (CRIRES) instalado en el Very Large Telescope de ESO, que tiene un poder de resolución espectral de hasta 100,000.

## Efecto Doppler
La resolución espectral también se puede expresar en términos de cantidades físicas, como la velocidad; entonces describe la diferencia entre velocidades {\displaystyle \Delta v} eso se puede distinguir a través del efecto Doppler. Entonces, la resolución es {\displaystyle \Delta v} y el poder de resolución es 
{\displaystyle R={c \over \Delta v}}
donde {\displaystyle c} es la velocidad de la luz. Por ejemplo el STIS tiene una resolución espectral de 51 km/s. 

## Definición IUPAC
IUPAC define la resolución en espectroscopía óptica como el número de onda mínimo, la longitud de onda o la diferencia de frecuencia entre dos líneas en un espectro que se puede distinguir. El poder de resolución, R, viene dado por el número de onda de transición, la longitud de onda o la frecuencia, dividido por la resolución.

## Otras lecturas
- Kim Quijano, J. y col. (2003), STIS Instrument Handbook, Versión 7.0, (Baltimore: STScI)
- Frank L. Pedrotti, SJ (2007), Introducción a la óptica, 3.ª versión, (San Francisco)

- Datos: Q3457898